# Nevirapina
La nevirapina (NVP), è un inibitore non nucleosidico della trascrittasi inversa (NNRTI) usata per trattare l'infezione da HIV e l'AIDS.
Come per altri farmaci antiretrovirali il virus HIV sviluppa rapidamente resistenza se la nevirapina è usata da sola, quindi la terapia raccomandata è formata da un cocktail di tre o più antiretrovirali.

## Storia
La nevirapina fu scoperta da Hargrave e altri alla Boehringer Ingelheim Pharmaceuticals, Inc., una società del gruppo Boehringer Ingelheim. È coperta dal U.S. Patent 5,366,972. La nevirapina è stata la prima NNRTI approvato dal Food an Drug Administration (FDA) degli USA. Fu approvata il 21 giugno 1996 per gli adulti ed il 11 settembre 1998 per i bambini. Fu anche approvata in Europa nel 1997.
Fu rigettata due volte dal Canada nel 1996 e nuovamente nel 1998 in seguito alla sua alta tossicità ed alla mancanza di efficacia, anche se successivamente (1998) ne fu approvato l'uso.

## Meccanismo d'azione
La nevirapina è un inibitore non nucleosidico della trascrittasi inversa (non-nucleoside reverse transcriptase inhibitor) (NNRTI). Sia gli inibitori nucleosidici che i non-nucleosidici, inibiscono lo stesso bersaglio, ovvero l'enzima trascrittasi inversa, un enzima virale essenziale che trascrive l'RNA virale in DNA. A differenza dei nucleosidi NRI, che si legano al sito attivo dell'enzima, i NNRTI si legano a una tasca chiamata appunto tasca degli NNRTI
La nevirapina non è efficace contro l'HIV-2, in quanto la tasca della trascrittasi inversa dell'HIV ha una struttura differente, che gli conferisce una resistenza intrinseca.
La resistenza alla nevirapina si sviluppa rapidamente se la replicazione virale non è completamente soppressa.
Le più comuni mutazioni osservate dopo il trattamento con nevirapina sono Y181C e K103N, che sono state osservate anche con altri NNRTI
Visto che tutte le NNRTI si legano alla medesima tasca, i ceppi virali resistenti alla nevirapina sono normalmente anche resistenti ad altri NNRTI, come efavirenz e delavirdina.

## Efficacia clinica
La nevirapina in triplice combinazione, ha dimostrato di sopprimere la carica virale se utilizzato nelle fasi iniziali (ovvero in pazienti che non hanno assunto nessun altro farmaco antiretrovirale), Alcuni trials clinici hanno mostrato un'attività soppressiva dell'HIV con regimi basati sulla NVP paragonabili a quelli ottenuti con inibitori delle proteasi (PIs) or efavirenz.
Sebbene siano sorte alcune preoccupazioni sulla somministrazione di NVP in soggetti con elevata carica virale o bassa conta di CD4, alcune analisi suggeriscono può essere efficace in quei pazienti
La NVP può essere anche un componente utile di regimi di salvataggio dopo fallimento virologico, normalmente in combinazione con uno o più inibitori delle proteasi, così come nRTI, specialmente tra coloro che non hanno mai assunto un NNRTI.

## Effetti collaterali
Tra i più comuni effetti collaterali della NVP troviamo lo sviluppo di un rash medio o moderato (13%)
Reazioni cuatanee e severe o a rischio di vita sono state osservate nell'1,5 % dei pazienti, includendo la Sindrome di Stevens-Johnson, la necrolisi epidermica tossica e l'ipersensibilità.
La NVP può causare tossicità epatica fatale, che normalmente si sviluppa nei primi 6 mesi di trattamento.. Nel 2000 la U.S.Food and Drug Administration ha aggiunto un avvertimento sulla confezione del prodotto, informando che la nevirapina può causare un danno epatico severo, inclusa l'insufficienza epatica. 
Un livello inaccettabile di rischio elevato in particolari gruppi di pazienti (donne con conta dei CD4>250 e uomini >400), ha portato la U.S. DHSS a raccomandare la restrizione nell'uso di NVP ai soggetti a basso rischio, a meno che il beneficio dei pazienti sorpassi i rischi sebbene nello studio 2NN che ha trovato questi limiti di CD4, l'effetto sia stato visto solo in pazienti esaminati in Thailandia. Studi più recenti sull'uso della nevirapina in persone con conta dei CD-4 maggiore sono giunti alla seguente conclusione: pazienti già trattati, che partono con un trattamento con NVP in combinazione ed hanno una bassa pre-ART e un'alta conta dei CD-4 ed un'impercettibile carica virale, hanno una simile probabilità di discontinuare la NVP per reazioni da ipersensibilità, rispetto ai pazienti che non hanno effettuato alcun trattamento con bassa conta dei CD-4. Ciò suggerisce che una terapia con NVP in combinazione può essere iniziata in sicurezza in tali pazienti. Comunque in tali pazienti con una carica virale misurabile, è più prudente continuare ad aderire alla soglia dei CD-4. La U.S. Public Health Service Task Force raccomanda attenzione nell'uso di nevirapina in gravidanza a causa della sua tossicità, che può essere esacerbata durante la gravidanza.

## Interazioni farmacologiche
Durante l'uso della NVP con farmaci antitubercolari come la rifampicina, si possono avere abbassamenti significativi del livello ematico, per cui le due sostanze non andrebbero utilizzate contemporaneamente.
La NVP è un induttore del citocromo P450 isoenzimi CYP3A4 e CYP2B6.
Esso riduce anche il livello di parecchi farmaci co-somministrati, come ad esempio gli antiretrovirali, efavirenz, indinavir, lopinavir, nelfinavir e saquinavir, così come la claritromicina, il ketoconazolo, alcune forme di contraccezione ormonale e metadone.

## Prevenzione della trasmissione madre-figlio
Un clinical trial effettuato in Uganda, mostra che una singola dose di NVP, dato sia alla mamma che al neonato riduce l'incidenza di trasmissione del virus HIV di almeno il 50%, se comparato a una breve assunzione di zidovudina (AZT) come profilassi.
Uno studio successivo in Thailandia ha dimostrato che la profilassi con una singola dose di nevirapina, in aggiunta alla zidovudina, è più efficace che la zidovudina da sola.
Questi ed altri trials hanno condotto l'Organizzazione mondiale della sanità a sostenere l'uso di una profilassi a base di una dose singola di nevirapina in molti paesi in via di sviluppo, come modo a basso costo per ridurre la trasmissione madre-figlio.
La preoccupazione principale con questo tipo di approccio è che mutazioni alla resistenza per NNRTI vengono osservate comunemente sia nelle madri che nei figli dopo una singola di nevirapina, e potrebbero compromettere la risposta a future terapie contenenti NNRTI. Una breve assunzione di zidovudina/lamivudina materna viene raccomandata dalla U.S. Public Health Service Task Force per ridurre questo rischio.

## Uso controverso in Africa
Il piano da 500 milioni di dollari del presidente degli USA George W. Bush, per combattere l'epidemia di AIDS, include l'utilizzo di NVP. La NVP è stata anche testata in trials effettuati in Africa con risultati molto controversi.
Jonathan M Fishbein, MD (ex direttore dell'Office for Policy in Clinical Research Operations al NIH Division of AIDS [DAIDS]) ha sostenuto che l'Ugandan mother-to-child transmission trial (HIVNET 012), che era "cruciale" per stabilire la profilassi in singola dose con nevirapina, è stato condotto in modo discutibile. 
Fishbein afferma che il DAIDS ha "implementato un doppio standard riguardo alla qualità dei trial clinici: uno standard per l'Africa, e uno standard più elevato per gli U.S.A.." 
Un riesame indipendente di quello studio effettuato dall'"Institut of Medicine of the National Academies" ha determinato che: "... le scoperte del trial medicinale ugandese sul farmaco per l'AIDS nevirapina, che stabiliscono che è efficace e sicuro nel prevenire la trasmissione dell'HIV dalla madre al feto, sono ben supportate." 
Fishbein ha messo in dubbio il valore di questa analisi, sostenendo che gli autori dell'articolo hanno rifiutato di considerare alcune testimonianze e prove che potrebbero aver viziato i trials clinici, e che sei dei nove autori, al tempo dello studio, ricevevano sovvenzioni dal DAIDS. Fishbein ha contestato il fatto che questo conflitto di interessi deve inoltre minare la sicurezza di questa analisi.
Il presidente sudafricano Thabo Mbeki ha accusato gli Stati Uniti di usare gli africani alla stregua di "cavie da laboratorio". 
La preoccupazione del presidente Mbeki, riguarda il rapporto tra l'efficacia della nevirapina e i suoi effetti collaterali. Recentemente il presidente Mbeki ha approvato alcune affermazioni di alcuni scienziati, secondo cui la causa dell'AIDS non sarebbe il virus HIV, affermazione ben al di là di quanto sostenuto dalla maggioranza della comunità scientifica.